# Salvador García-Bodaño
Salvador García-Bodaño (Salvador García Bodaño Zunzunegui) (Teis, Vigo, 1935-2023) fou un poeta, narrador, crític d'art, assagista i columnista de premsa gallec.
Quan encara no tenia un mes, els seus pares es van traslladar a Santiago de Compostel·la, ciutat on es va formar intel·lectualment i on treballà. Considerat com a escriptor membre de la Xeración das Festas Minervais, va fer amistat amb dues figures que influïren notablement en el seu pensament: el pintor Carlos Maside i Ramón Piñeiro. El primer, despertant el seu interès per les arts plàstiques i per una forta preocupació social; el segon, pel vincle amb tota la tradició galleguista, la consciència d'Europa i un projecte polític per a Galícia. Va formar part de nombroses empreses culturals: va ser fundador el 1961 de l'agrupació cultural O Galo, va col·laborar en la realització del projecte de la revista gallega Teima (1976); en l'Escola Oberta; en el Museu del Poble Gallec (1976), secció etnogràfica d'oficis i de l'art popular; en la directiva de la primera Associació d'Escriptors en Llengua Gallega (1980); en l'Ateneu de Santiago de Compostel·la ja desaparegut i del qual va ser president; en la Fundació Patronat d'O Pedrón de Ouro; en el Museu d'Art Contemporani Carlos Maside, en el jove Seminari d'Estudis Gallecs (1983), com a membre numerari, amb la presentació d'un estudi sobre el pintor Xaime Quessada; com a fundador de l'actual Associació d'Escriptors en Llengua Gallega (AELG); de l'Institut Gallec de la Informació (IGI); de l'Associació de Traductors en Llengua Gallega (ATLG); de la Fundació Castelao; del PEN Club de Galícia; de l'Associació Gallega del Llibre Infantil i Juvenil, i a partir de 1992 com a membre numerari de la Real Academia Galega, de la qual és membre de la Directiva. Va rebre el Premi Xunta de Galicia a la Creació Cultural el 1988.
Dintre del gènere narratiu és autor dels relats curts A Pedra (1991); Conto de reis (1991); O mosteiro (1992); Ruth (1993) i del llibre de relats Os misterios de Monsieur D'Aillier (1992), Premi de la Crítica Espanyola 1993. En la seva activitat periodística, manté una columna dominical en El Correo Gallego, titulada "No pasar dos días", reunida en part en el volum De onte a hoxe. Ensaios xornalísticos dende Compostela (1993). Com a poeta és autor dels següents llibres: Ao pé de cada hora (1967); Tempo de Compostela (1978), Premi de la Crítica 1979; 37 debuxos para un país (1985); Compostela (1989), i Obra poética (1993), compilació de la seva obra publicada fins llavors, que inclou dos poemaris inèdits (Poemas de amor a Xulia i As palabras e os días). En aquests anys, García-Bodaño, sense abandonar la creació poètica intimista que li és més essencial, començà a experimentar en una línia distinta de caràcter urbà i irònic que va donar a conèixer per primera vegada en la plaquette Pegadas no alcatrán (1994), i que preludiava l'altura i modernitat poètica assolits amb el seu llibre Cidade virtual (2003). Com a traductor ha traduït el Viaxe por Galicia 1837 de Georges Borrow (1992).